# Orthophytum zanonii
Orthophytum zanonii är en gräsväxtart som beskrevs av Elton Martinez Carvalho Leme. Orthophytum zanonii ingår i släktet Orthophytum och familjen Bromeliaceae. Inga underarter finns listade i Catalogue of Life.